# 迪烏布爾杜戰役
迪烏布爾杜戰役發生於1855年2月25日，路易·費代爾布上校的法国军队与沃洛夫女王领导的瓦洛-特拉薩聯軍进行了交戰。

## 背景
尽管兩國是歷史上的仇敵，但因王室通婚使得瓦洛王國和特拉薩酋長國的關係改善，開始共同挑战法国在聖路易附近日益增长的影响力。 
1855年1月，恩達特女王给法國總督路易·費代爾布写了一封蠻橫的信，命令他立即撤离聖路易郊区。作为回应，費代爾布召集了军队和当地志愿者，从聖路易出发，前往進攻王國首都。

## 過程
2月25日，由400名正规军、400名志願者和50名殖民骑兵组成的法軍前往迪烏布爾杜平原。而聯軍一直在这里等待法軍的到來。聯軍將特拉薩骑兵放於中央，瓦洛步兵则分布在左右翼。而還有大量的瓦洛士兵隐藏在将法军與聯軍隔开的草原中。
路易·費代爾布上校先在战场上发射了一些砲彈，導致瓦洛軍隊陷入混亂。接著，他派出由班瓦上尉率领的一队海军陆战队和一群志願軍攻擊草叢中的伏軍。与此同时，由布鲁亚斯上尉率領的后卫部隊轻松击退了特拉萨骑兵的包围。最終法国骑兵開始追擊撤退的瓦洛士兵，使他們徹底潰敗。

## 後果
随着聯軍的溃败，恩达特女王和她的追随者逃到了凱約王國。法軍佔領了空蕩蕩的王國首都，並帶著大量的戰利品返回聖路易。